# Xiaotaoyuan-Moschee

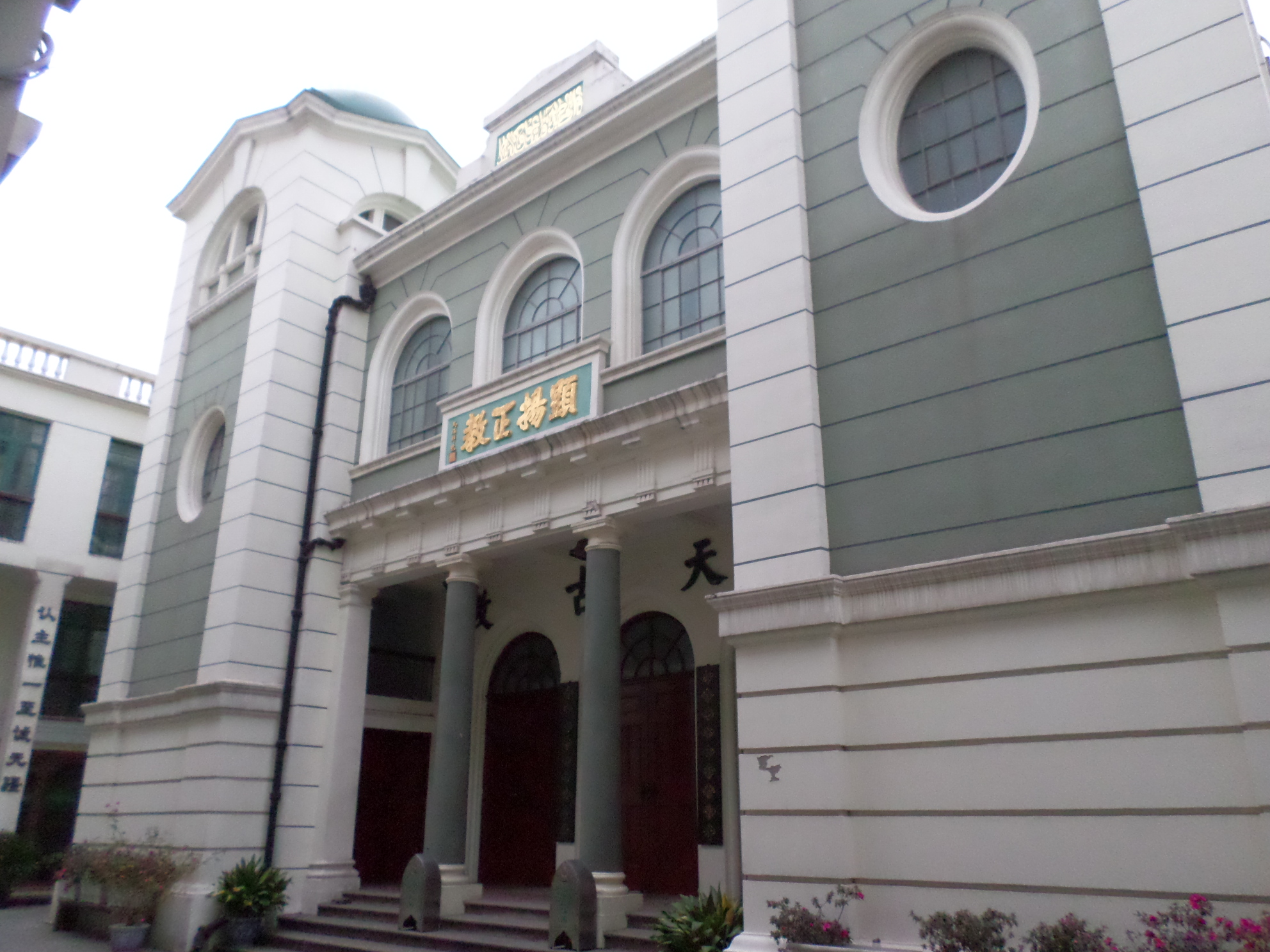
Xiaotaoyuan-Moschee

Die Xiaotaoyuan-Moschee (Xiaotaoyuan qinzhensi 小桃园清真寺; „Moschee des Gartens der kleinen Pfirsiche“; engl. Peach Orchard Mosque) ist eine Moschee in der ostchinesischen Stadt Shanghai. Sie befindet sich im Stadtbezirk Huangpu. Die Moschee ist eines der wichtigsten muslimischen Sakralgebäude der Stadt.

## Geschichte
Die ursprüngliche Xiaotaoyuan-Moschee wurde im Jahr 1917 von Jin Ziyun, den Direktor des Islamischen Vorstand von Shanghai. Sie wird im Jahr 1925 wieder erbaut und wird Zwei Jahre später in ihren heutigen Zustand fertiggestellt. An dieser Stelle stand vorher die Islamische Hochschule Shanghai.

## Verkehr
Die Xiaotaoyuan-Moschee befindet sich in der Nähe vom Metro-Bahnhof Laoximen der Metro Shanghai.